# Pouteria sessiliflora
Pouteria sessiliflora är en tvåhjärtbladig växtart som först beskrevs av Olof Swartz, och fick sitt nu gällande namn av Jean Louis Marie Poiret. Pouteria sessiliflora ingår i släktet Pouteria och familjen Sapotaceae. Inga underarter finns listade i Catalogue of Life.